# Šaca
Šaca (em húngaro: Saca) é um bairro de Košice, a segunda maior cidade da Eslováquia. Está situado no distrito de Košice II, na região de Košice. Tem 41,21 km² de área e sua população em 2018 foi estimada em 5.961 habitantes.